# Аншутц, Томас
Томас Поллок Аншутц (англ. Thomas Pollock Anshutz; 5 октября 1851, Ньюпорт, округ Кэмпбелл, Кентукки, США — 16 июня 1912, Филадельфия, Пенсильвания, США) — американский художник и педагог.

## Биография
Томас Поллок Аншутц родился в 1851 году. Старший из четырёх детей. В 1868 году вместе с семьёй переехал в Уилинг. В 1871 году переехал в Нью-Йорк, где позже начал учиться в Национальной академии дизайна у Лемюеля Уилмарта. В 1875 году переехал в Филадельфию, где учился у Томаса Икинса в Пенсильванской академии изящных искусств. В 1883 году стал ассистентом Икинса и помогал ему на уроках анатомии, живописи и рисунка. В 1892 году женился на Эффи Шрайвер Расселл, у них был один один ребёнок. Молодожёны провели медовый месяц в Париже, где Аншутц учился в Академии Жюлиана. В 1886 году из-за скандала Икинс покинул Академию и на его должность был назначен Аншутц. В 1898 году вместе с Хью Брэкенриджем основал летнюю школу. Среди его учеников были Джордж Лакс, Чарльз Демут, Джон Слоун, Чарлз Шилер, Эверетт Шинн, Джон Марин, Уильям Глакенс, Роберт Генри и другие.